# Myrtrådmossa
Myrtrådmossa (Cephalozia macrostachya) är en bladmossart som beskrevs av Baard Kaalaas.
Myrtrådmossa ingår i släktet trådmossor och familjen Cephaloziaceae. Arten är reproducerande i Sverige. Inga underarter finns listade i Catalogue of Life.